# 31ª Brigata Garibaldi "Copelli"
La 31ª Brigata Garibaldi "Copelli" è stata una brigata partigiana italiana attiva nel territorio della Valle del Taro (PR), tra Medasano e Noceto, fondata all’incirca nel marzo del 1945.
Inizialmente la 31ª Brigata Garibaldi era una sola unità, tuttavia, agli inizi del 1945, quando si raggiunse il numero di circa 1200 uomini, essa si scisse in due componenti: "Forni"  e "Copelli".

## Origine del nome
Il nome "Copelli" fu dato in memoria di Eugenio Copelli, un partigiano catturato ed ucciso, che apparteneva alle SAP (Squadre di Azione Patriottica).

## Comandante

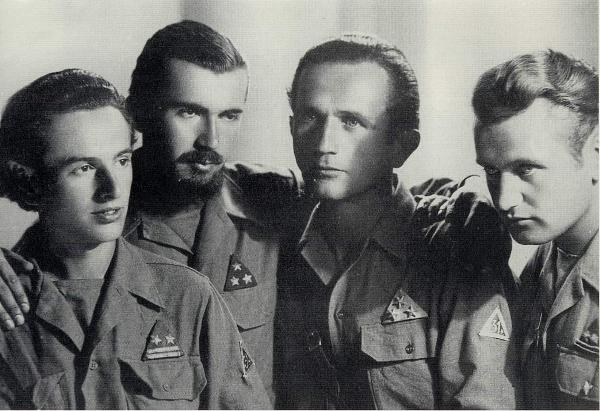
Partigiani della 31ª Brigata Garibaldi “Copelli”, da sinistra: Colì (Renato Corsini), Annibale (Luigi Rastelli), Maurizio (Aldo Bernini), Manuel (Giuseppe Bassi)

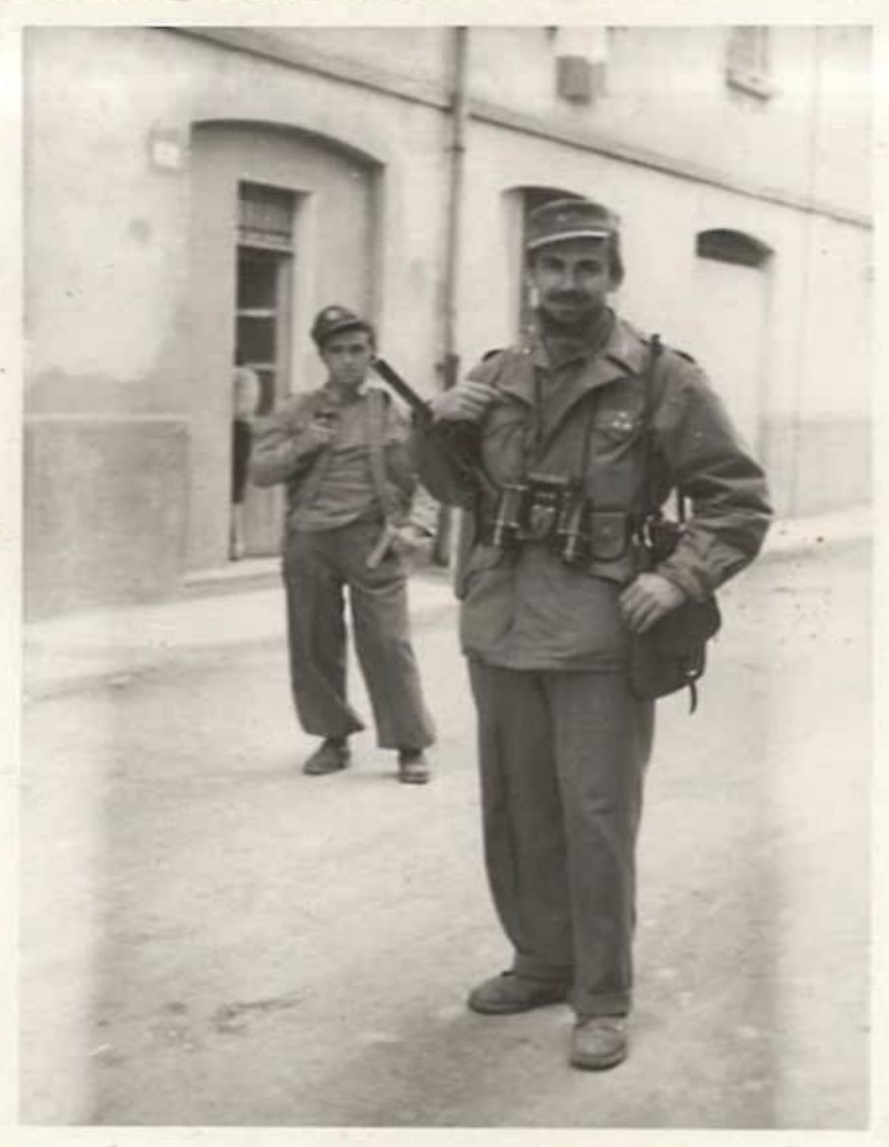
Luigi Rastelli “Annibale”, comandante della 31ª Brigata Garibaldi “Copelli”

Il comandante della 31ª Brigata Garibaldi "Copelli" fu Luigi Rastelli, nome di battaglia "Annibale" (1920-12 giugno 2016, Parma), appoggiato dal commissario politico Aldo Bernini "Maurizio".

## Azioni partigiane
Si ricordano due principali azioni condotte dalla brigata prima della Liberazione.
Il 21 marzo 1945 uno dei Distaccamenti attaccò un autocarro tedesco pieno di uomini nelle vicinanze di Ozzano Taro, che costò ai nemici la morte di circa quindici uomini e numerosi feriti.
All’inizio dell’aprile del 1945 venne effettuato un attacco ad un posto di blocco di Ponte Taro e contro il presidio di Fontevivo.
Secondo le direttive emanate dal CUMER (Comando Comando unico militare Emilia-Romagna), nell’ultima fase della lotta partigiana, alla Brigata Garibaldi "Copelli" spettava l’eliminazione dei presidi di Citerna, Selva del Bocchetto e Viazzano.
Il 9 aprile ebbe successo nel cacciare definitivamente i nazifascisti da Solignano e il 24 aprile occupò il centro abitato di Noceto.
Il 26 aprile la brigata iniziò a dirigersi verso Parma, tuttavia dovette interrompere la discesa per risalire a Fornovo di Taro. Qui prese parte all’azione contro i tedeschi detta "Sacca di Fornovo".